# Mahjongg (videogioco 2002)
Mahjongg, distribuito anche con il nome The Best of Shangai, è un videogioco rompicapo del 2002 per Windows, sviluppato da Loover Studios e pubblicato da Dice Multi Media Europe B.V. e Xplorys BV.
Ispirato al gioco da tavolo cinese Mahjong, il gioco ha come scopo quello di trovare le coppie di tessere uguali e rimuoverle (con limitazioni di spazi), arrivando a rimuoverle tutte.